# Colégio Nossa Senhora da Vitória
Colégio Nossa Senhora da Vitória é uma escola fundada no ano de 1911, localizado no bairro do Canela, na cidade de Salvador, capital do estado da Bahia.

## História
Em 1906, os Irmãos Maristas adquirem um imóvel, localizado na rua da Canella (atual Araújo Pinho), que pertencia ao Coronel Pedro Emilio de Cerqueira Lima. O prédio como Colégio Nossa Senhora da Vitória, foi fundado no ano de 1911, localizado no bairro do Canela em Salvador para receber o programa educacional marista fundado na França.
No ano de 1926, o prédio recebeu uma reforma adequando-se para atender uma crescente demanda por alunos. Em 1937, a estrutura da escola foi ampliada, ocupando um espaço de aproximadamente 12.321 m², recebendo melhorias como a implementação de quadras esportivas e bibliotecas
Em 2008, após noventa e sete anos de uso dos prédios, o Colégio Marista mudou-se do Canela para o bairro de Patamares, deixando a estrutura do colégio sem utilização. Após a desocupação do espaço, o prédio foi transformado na sede da Reitoria do Instituto Federal da Bahia (IFBA), após a compra do espaço pelo Governo Federal do Brasil em 2009. No ano seguinte à compra, em 2010, a reitoria já estava funcionando no local.

## Arquitetura
A edificação original remonta à segunda metade do século XIX, quando era residência da família Cerqueira Lima. Registros indicam que ela já existia em 1869. O imóvel possuía características neoclássicas, com um pavimento térreo(ou porão alto) e um superior, com uma escadaria na fachada principal em estilo neoclássico. Com um vasto quintal, os Irmãos Maristas viram o local como ideal para implementar novas instalações e áreas para recreio, adquirindo a propriedade em 1906.
A primeira intervenção foi a adição de mais um andar e sótão em 1906. Um prédio térreo foi incorporado ao fundo do terreno para servir de cozinha e refeitório. Em fotos de 1927, já aparece em sua lateral uma varanda com colunas. Um mirante usado como observatório já tinha sido erguido em 1936 e treze anos depois, o sótão implementado foi retirado. Outras alterações foram feitas ao longo do século mas predominaram as características das primeiras décadas do século XX, com sua fachada grandiosa, janelas grandes e verticais, portas com bandeiras e pátio interno. Em 1971 foram construídos novos prédios, anexos à edificação original.
Em seu interior existe uma capela de estilo neoclássico, a Capela Nossa Senhora da Vitória. Com relação ao piso, prevalece o ladrilho hidráulico apesar de apresentar uma enorme variedade de pisos, decorrente das intervenções que sofreu ao longo dos anos. Nas salas de aula antigas, algumas apresentam piso em régua de madeira, outras tacos de madeira. Seu telhado é composto de telha cerâmica vermelha do tipo francesa, produzida pela Olaria Cerâmica São João (1917 - 1945).

## Personalidades
Entre os ex-alunos notórios que estudaram na instituição estão:
- Nizan Guanaes - empresário e publicitário.[10]
- Gilberto Gil - músico, compositor, produtor musical e Ministro da Cultura do Brasil entre 2003-2008 no governo Lula (PT).[11]
- Antônio Carlos Magalhães Neto - político, tendo sido prefeito de Salvador entre 2013-2021.[12]
- Duda Mendonça - publicitário e marqueteiro político.[13]
- João Santana - publicitário e marqueteiro político.[13]
- Geddel Vieira Lima - político.[13]
- Afrânio Coutinho - escritor, professor, ensaísta, crítico literário.[14][15]

## Tombamento
No ano de 2008, o prédio do colégio passou pelo processo de tombamento histórico junto ao Instituto do Patrimônio Artístico e Cultural da Bahia (IPAC), órgão estatal responsável pela preservação da memória baiana.